# Los Angeles (album)
Los Angeles – pierwszy album zespołu X, wydany w 1980 przez firmę Slash Records.
W 2003 album został sklasyfikowany na 286. miejscu listy 500 albumów wszech czasów magazynu Rolling Stone.

## Lista utworów
1. Your Phone's Off the Hook, But You're Not
2. Johnny Hit and Run Pauline
3. Soul Kitchen
4. Nausea
5. Sugarlight
6. Los Angeles
7. Sex and Dying in High Society
8. Unheard Music
9. The World's a Mess, It's in My Kiss
10. I'm Coming Over (Demo version)
11. Adult Books
12. Delta 88 (Demo version)
13. Cyrano de Berger's Back
14. Los Angeles

- (10-14) – bonusy dodane w czasie reedycji płyty w 2001 roku.

## Muzycy
- Exene Cervenka – wokal
- Billy Zoom – gitara
- John Doe – wokal, gitara basowa
- D.J. Bonebrake – perkusja

gościnnie:
- Ray Manzarek – klawisze